# Gouvernement La Marmora II
Royaume d'Italie
Minghetti I La Marmora III
Le gouvernement La Marmora II (Governo La Marmora II, en italien) est le gouvernement du royaume d'Italie entre le 28 septembre 1864 et le 31 décembre 1865, durant la VIIIe législature.

## Composition
Composition du gouvernement
- Droite historique
- Militaires
- Indépendants

### Président du conseil des ministres
Alfonso La Marmora

### Listes des ministres
- Ministre des affaires étrangères : Alfonso La Marmora
- Ministre de l'agriculture, de l'industrie et du commerce : Luigi Torelli
- Ministre des finances : Quintino Sella
- Ministre de la justice :
  - Giuseppe Vacca jusqu'au 9 août 1865
  - Paolo Cortese après le 10 août 1865
- Ministre de la guerre : Agostino Petitti Bagliani di Roreto
- Ministre de l'intérieur :
  - Giovanni Lanza jusqu'au 31 août 1865
  - Giuseppe Natoli du 1er septembre 1865 au 14 décembre 1865
  - Desiderato Chiaves après le 15 décembre 1865
- Ministre du travail public : Stefano Jacini
- Ministre de la marine :
  - Alfonso La Marmora jusqu'au 24 décembre 1864
  - Diego Angioletti après le 25 décembre 1864
- Ministre de l'instruction publique : Giuseppe Natoli